# Sertã
Sertã és un municipi portuguès, situat al districte de Castelo Branco, a la regió del Centre i a la subregió de Pinhal Interior Sul, 200 km al nord de Lisboa. L'any 2004 tenia 16.208 habitants. És la ciutat principal de la subregió.

## Demografia
| Població de Sertã (1801 – 2004) | Població de Sertã (1801 – 2004) | Població de Sertã (1801 – 2004) | Població de Sertã (1801 – 2004) | Població de Sertã (1801 – 2004) | Població de Sertã (1801 – 2004) | Població de Sertã (1801 – 2004) | Població de Sertã (1801 – 2004) | Població de Sertã (1801 – 2004) |
| ------------------------------- | ------------------------------- | ------------------------------- | ------------------------------- | ------------------------------- | ------------------------------- | ------------------------------- | ------------------------------- | ------------------------------- |
| 1801                            | 1849                            | 1900                            | 1930                            | 1960                            | 1981                            | 1991                            | 2001                            | 2004                            |
| 10235                           | 13456                           | 20380                           | 24057                           | 27997                           | 21503                           | 18199                           | 16720                           | 16208                           |